# (58607) Wenzel
(58607) Wenzel (1997 UL) – planetoida z grupy pasa głównego asteroid okrążająca Słońce w ciągu 3,39 lat w średniej odległości 2,26 j.a. Odkryta 19 października 1997 roku.